# Clase 320 de los Ferrocarriles Británicos
El British Rail Class 320 es un tren eléctrico de corriente alterna (AC) de unidades múltiples (EMU) que se encuentra en la red ferroviaria de Strathclyde en Escocia Central. Se utilizan principalmente en la línea North Clyde y en la línea Argyle, pero también se pueden ver en los servicios de Glasgow Central a Lanark, así como en los servicios de Cathcart Circle junto con las clases 318, 380 y 385.

## Detalles
La Clase 320 es efectivamente un derivado de tres coches de las unidades de la Clase 321 que se encuentran en y alrededor de Londres y Yorkshire. Construido en 1990 por la British Rail Engineering Limited's Holgate Road, 22 juegos de tres coches fueron ordenados por SPT para sustituir a las antiguas unidades de Clase 303 y Clase 311 que tenían entonces 30 años de antigüedad. Los trenes se construyeron con los números de lote 31060–2, que se emitieron el 6 de enero de 1989 y se completaron el 31 de octubre de 1990.
Las unidades funcionan con una línea aérea de 25 kV de corriente alterna a través de un pantógrafo Brecknell Willis de alta velocidad, utilizando cuatro motores de tracción Brush TM2141B. Teniendo en cuenta los viajes de pasajeros mucho más cortos, las unidades de la Clase 320 carecían originalmente de los aseos de las unidades de la Clase 321 y también comenzaron a funcionar con una capacidad de velocidad menor (75 millas por hora (121 km/h)) debido al espaciamiento mucho más estrecho de las estaciones en la ruta de North Clyde. La menor velocidad de diseño significaba que los amortiguadores de guiñada podían ser omitidos de esta clase, pero durante 2010, se instalaron amortiguadores de guiñada en toda la clase permitiéndoles viajar a 90 millas por hora (145 km/h). Esto significaba que las unidades podían utilizarse en los tramos de la ruta de la Línea Argyle compartidos con la Línea Principal de la Costa Oeste (y, en teoría, en la extensión Airdrie-Bathgate de la Línea de Clyde Norte y más allá - aunque por el momento esto se impide por la falta de cámaras de circuito cerrado de televisión externas en las unidades (como las instaladas en las Clases 334 y 380) para la operación solo por el conductor (DOO) y actualmente no hay ningún equipo DOO de estación al este de Airdrie), y también permite el funcionamiento a toda velocidad en múltiple con la clase 318, que ha tenido una capacidad de 90 mph desde el principio. La decoración interior incluye pinturas de varios puntos de referencia y lugares de interés famosos a lo largo de las diversas rutas de ferrocarril SPT en los extremos del vagón.
Las unidades Clase 320 están equipadas con radios de cabina GSM-R y participaron en la prueba de GSM-R en el área de Strathclyde.

## Operaciones
Las unidades estaban destinadas originalmente a operar en la Línea Argyle pero, principalmente porque los monitores de los andenes de las estaciones de la Línea Argyle no se alineaban con las cabinas de los conductores,[cita requerida] las unidades siempre se habían restringido a la ruta de North Clyde, aunque ocasionalmente se utilizaban para viajes VIP desde los andenes de alto nivel de Glasgow Central cuando eran las existencias de EMU más recientes de la flota de SPT. El problema se resolvió en 2011 y las unidades comenzaron a entrar en servicio para sustituir a las últimas unidades de la Clase 334 de la Línea Argyle. A partir de diciembre de 2016, la Clase 320 ha comenzado a operar en las líneas Cathcart/Newton desde Glasgow Central High Level reemplazando unas 314 que están cayendo en cascada hacia Inverclyde.
Como todo el material rodante SPT de la época, los Clase 320 fueron pintados con librea naranja/negra hasta 1997, cuando la librea de carmín/crema se introdujo progresivamente. Entre 2002 y 2004, la flota de la Clase 320 fue objeto de una importante remodelación interior, con la instalación de nuevas fundas para los asientos, revestimientos para el suelo, difusores mejorados para la iluminación interior del salón y sistemas electrónicos y auditivos de información de destino. Las unidades recibieron una librea revisada de carmín y crema SPT al ser renovadas, siendo la más notable las puertas de pasajeros, todas de color crema.[cita requerida]
En septiembre de 2008, el organismo del Gobierno escocés Transport Scotland anunció que todos los trenes de ScotRail se repintarían con el tiempo en una nueva librea azul con marcas blancas de Saltire en los extremos del vagón. La entrega de la flota comenzó en febrero de 2011 cuando las unidades se llevaron para su renovación. Todas las unidades de la Clase 320 están ahora en librea Saltire.

## Cascada y renovación

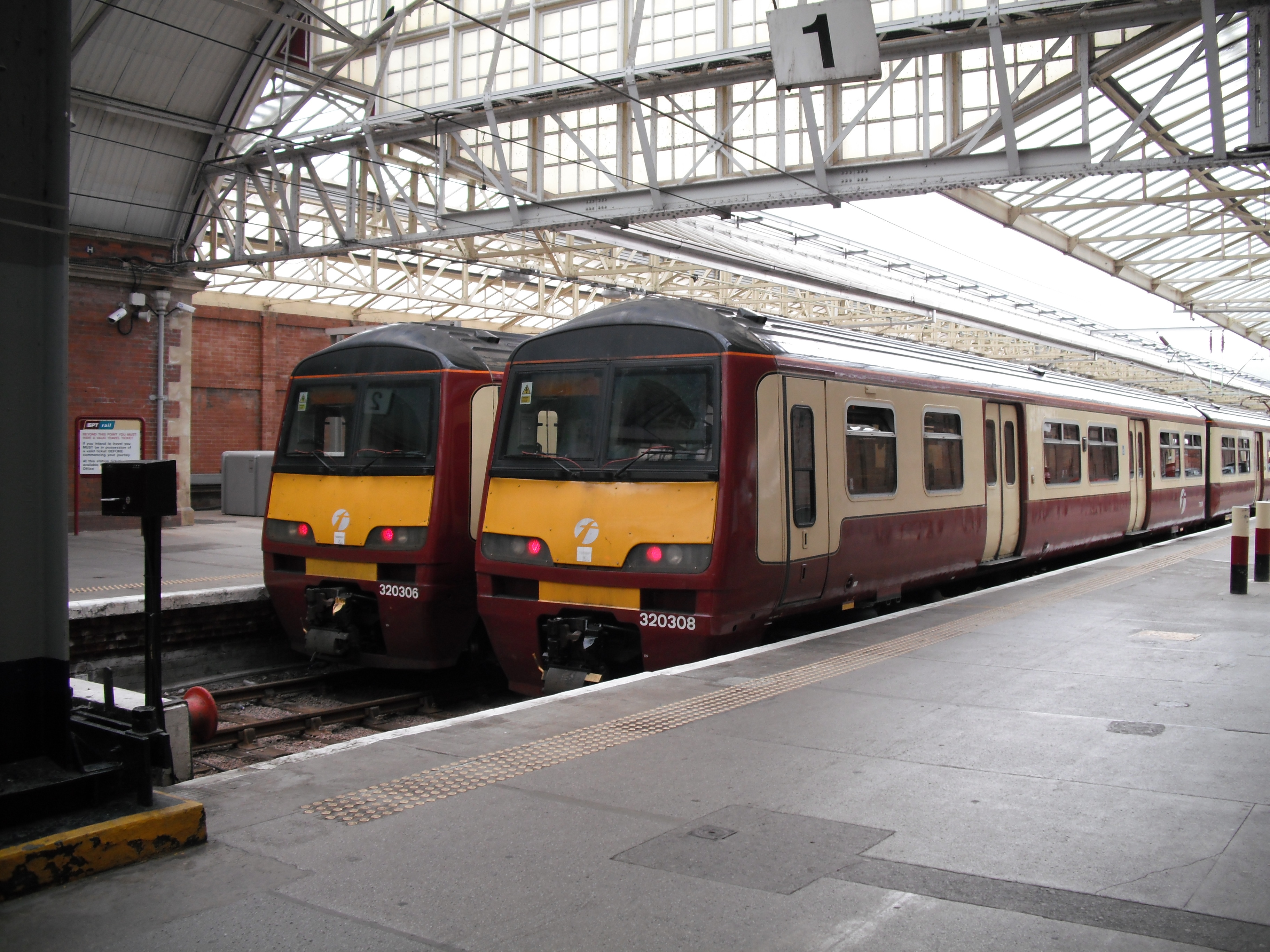
320s sin renovar en la Central de Helensburgh

En 2011, la Clase 320 comenzó a utilizarse en la Línea Argyle junto a la Clase 318, así como en la Línea Clyde Norte junto a la Clase 334. Aunque es posible, a partir de 2019 no están diagramados para operar al este de Airdrie.
Todos los Clase 320 fueron renovados por Wabtec Doncaster entre febrero de 2011 y octubre de 2013. Los trabajos de renovación incluyeron:
- Remodelación interna, incluyendo la instalación de baños.
- Trabajo en el bastidor, cambio de bogie/renovación del ojo de buey.
- Entrega de la librea ScotRail Saltire.

La primera unidad en completarse es la 320314, que se dirigió al sur a Wabtec Doncaster el 14 de febrero de 2011, regresando el 6 de junio de 2011. La última unidad que se envió para su renovación fue la 320310, que se dirigió al sur el 30 de agosto de 2013. También es la última unidad de la Clase 320 que mantiene la marca SPT en la flota. La unidad regresó el 4 de octubre de 2013, completando el programa de renovación de las unidades de Clase 320.
Habrá otro programa de renovación en la Clase 320, esta vez enfocado más en los interiores, reemplazando el piso de vinilo por un nuevo piso de vinilo, recuperando las cubiertas de los asientos en moqueta azul Saltire, repintando los pasamanos y los mangos de los asientos en amarillo, instalando tomas de corriente y difusores de iluminación LED en el interior del salón. El programa de renovación comienza en octubre de 2017 y se completará en 2019. Este trabajo llevará a la flota de la Clase 320/3 EMU al mismo nivel de estándar que las siete Clases 320/4 y también complementará los trenes renovados de la Clase 318 EMU.

## Clase 320/4 unidades
Una flota de siete unidades de la antigua Clase 321/4 de London Midland fue convertida a la Clase 320/4 en las instalaciones de Doncaster Wabtec antes de ser transferida a Scotrail entre julio de 2015 y octubre de 2016. La conversión incluyó el retiro del vehículo remolque TSOL, convirtiéndose en un conjunto de 3 coches. Las tres primeras unidades convertidas, 320411, 320412 y 320416, entraron en servicio en marzo de 2016, conservando inicialmente la librea de London Midland.

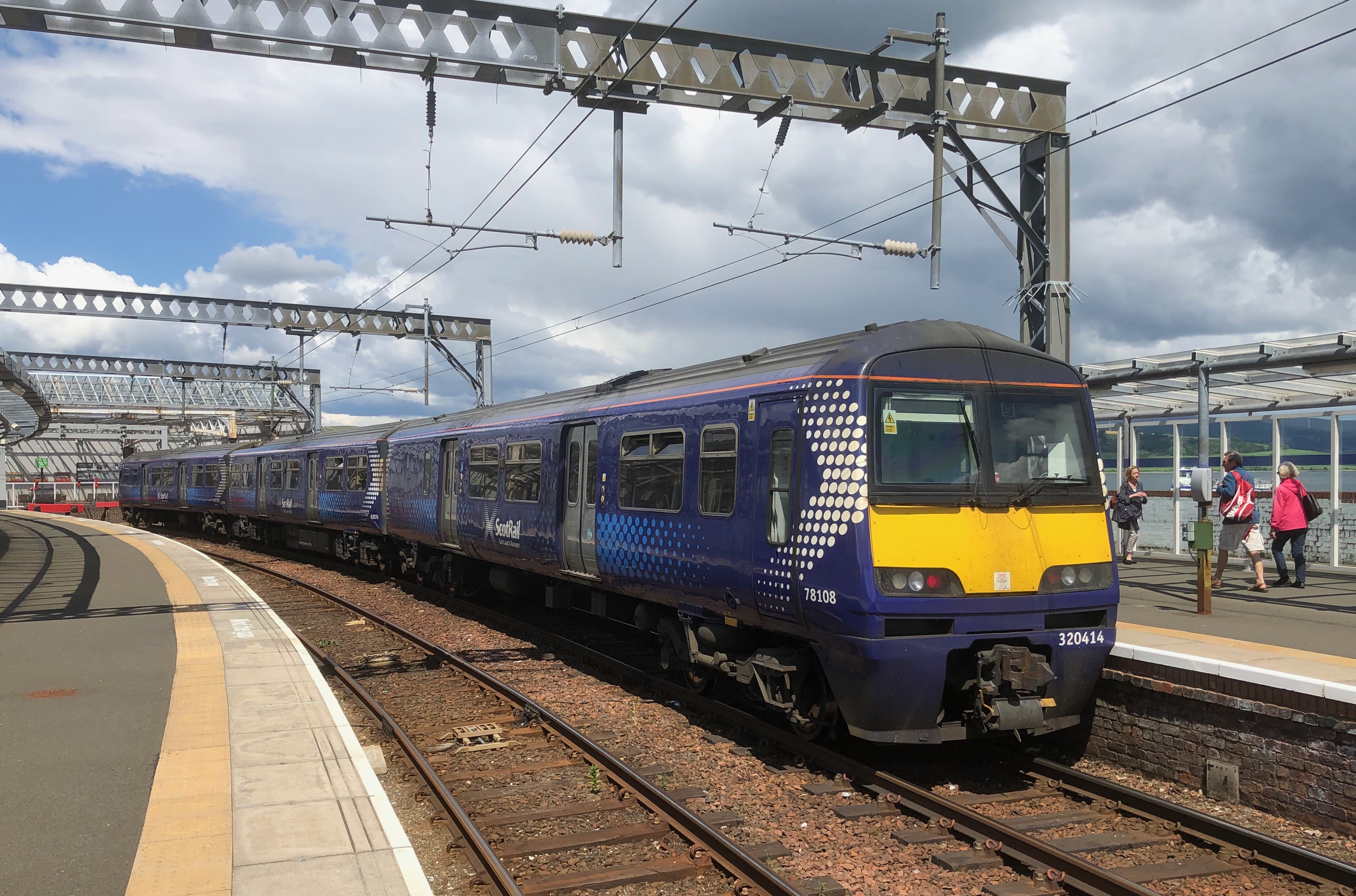
320414 en la estación de tren de Gourock

La primera unidad completamente renovada, 320415, entró en servicio el 15 de agosto de 2016. La unidad fue pintada con la librea Scotrail Saltire, y había recibido una completa renovación interna, incluyendo una repintura interna, nuevo vinilo para el piso y nuevas cubiertas azules para los asientos "saltire", y la instalación de un gran inodoro accesible. Las unidades convertidas posteriormente se renovarían completamente y las tres unidades iniciales se devolvieron más tarde a la fábrica de Doncaster Wabtec para su renovación.[cita requerida] La conversión y renovación de las 7 unidades de la clase 320/4 se completó en enero de 2017.[cita requerida]
En noviembre de 2017, ScotRail recibió otras cinco unidades de la Clase 321/4 que fueron convertidas a la Clase 320/4 por Wabtec Rail Scotland en Kilmarnock a partir de noviembre de 2017, con la entrada en servicio prevista a partir del verano de 2018.
La primera de las cinco unidades adicionales, 320404, fue liberada por Wabtec Rail Scotland y trasladada a Glasgow Shields Road TMD el 8 de agosto de 2018.

## Detalles de la flota
| Clase       | Operador | No. Construido | Año de construcción | Coches por juego | Unidad nos.                                                                    |
| ----------- | -------- | -------------- | ------------------- | ---------------- | ------------------------------------------------------------------------------ |
| Clase 320/3 | ScotRail | 22             | 1990                | 3                | 320301 - 320322 (Lote original)                                                |
| Clase 320/3 | ScotRail | 12             | 1989-90             | 3                | 320401, 320403, 320404, 320411 - 320418, 320420 (Convertido de la Clase 321/4) |

## Unidades nombradas
Todas las unidades de la Clase 320 han sido desnaturalizadas después de la remodelación entre 2011 y 2013.
- 320305: Escuela de Arte de Glasgow 1844-150-1994
- 320306: Model Rail Scotland
- 320308: 20º Aniversario de High Road 2000
- 320309: 25º Aniversario de Radio Clyde
- 320311: Colegio Real de Médicos y Cirujanos de Glasgow
- 320312: Sir William A Smith - Fundador de la Brigada de Muchachos
- 320321: Rt Hon John Smith QC MP
- 320322: Orquídea Festiva de Glasgow